# Guillermo Echevarría
Guillermo Echevarría Pérez (* 13. Mai 1948 in Mexiko-Stadt; † 24. November 2021 in Cuernavaca) war ein mexikanischer Schwimmer.

## Karriere
Guillermo Echevarría nahm an den Olympischen Sommerspielen 1964 und 1968 teil. Den Höhepunkt seiner Karriere hatte er, als er bei den Zentralamerika- und Karibikspielen 1966 acht Gold- und je eine Silber- und Bronzemedaille gewinnen konnte. Am 7. Juli 1968 stellte er mit einer Zeit von 16:28,1 min einen neuen Weltrekord über 1500 Meter Freistil auf.